# Nahublattella fraterna
Nahublattella fraterna är en kackerlacksart som först beskrevs av Henri Saussure och Leo Zehntner 1893.  Nahublattella fraterna ingår i släktet Nahublattella och familjen småkackerlackor. Inga underarter finns listade i Catalogue of Life.